# Аборти в Греції

Правовий статус абортів у світі:
Легальний
Легальний при зґвалтуванні та за медико-соціальними показниками
Легальний у випадках (або заборонений, окрім випадків) зґвалтування, медико-соціальних протипоказань
Заборонений, окрім випадків зґвалтування та медико-соціальних протипоказань
Заборонений, окрім випадків загрозі життю жінки та при наявності психічних і патологічних протипоказань
Заборонений без виключень
Відмінності за регіонами
Відсутні дані

Аборти в Греції повністю легальні починаючи з 27 січня 1984 року. Аборти можуть бути виконані на вимогу в лікарнях для жінок, вагітність яких не перевищує 12 тижнів. У разі зґвалтування або інцесту, можливий строк збільшується до 19 тижнів, і до 24 тижнів у випадку аномалій плоду. Дівчата віком до 18 років повинні отримати письмовий дозвіл від батьків або опікуна.
Станом на  2007 рік кількість абортів становила 7,2 на 1000 жінок віком 15-44 років.